# Hoplistocerus lanei
Hoplistocerus lanei är en skalbaggsart som beskrevs av Dmytro Zajciw 1960. Hoplistocerus lanei ingår i släktet Hoplistocerus och familjen långhorningar. Inga underarter finns listade i Catalogue of Life.